# Хлондово
Хлондово (пол. Chłądowo) — село в Польщі, у гміні Вітково Гнезненського повіту Великопольського воєводства.
Населення — 210 осіб (2011).
У 1975-1998 роках село належало до Конінського воєводства.

## Демографія
Демографічна структура станом на 31 березня 2011 року:
|          | Загалом | Допрацездатний вік | Працездатний вік | Постпрацездатний вік |
| -------- | ------- | ------------------ | ---------------- | -------------------- |
| Чоловіки | 103     | 25                 | 74               | 4                    |
| Жінки    | 107     | 26                 | 61               | 20                   |
| Разом    | 210     | 51                 | 135              | 24                   |